# 투 더 원더
투 더 원더(영어: To the Wonder)는 2012년 공개된 미국의 로맨틱 드라마 영화이다. 테런스 맬릭이 감독하고 각본을 썼다. 벤 애플렉, 올가 쿠릴렌코, 레이철 매캐덤스, 하비에르 바르뎀이 출연한다.

## 줄거리
미국인 남성 닐은 유럽 여행 중 파리에서 우크라이나 이혼녀 마리나와 사랑에 빠진다. 마리나는 열 살 딸 타티아나와 함께 살고 있다. 둘은 몽생미셸로 여행을 떠나며 사랑을 확인하고, 닐은 마리나와 타티아나를 고향인 오클라호마로 데려온다. 닐은 환경 감시관으로 일하고 마리나는 미국 생활에 적응하려 노력하지만, 시간이 지나며 둘의 열정적인 관계는 식어간다. 마리나는 신앙에 대한 위기를 겪는 가톨릭 신부 퀸타나에게서 위안을 얻고, 타티아나는 학교에 적응하지 못하고 닐을 친아빠로 여기지 않아 힘들어한다. 마리나의 비자가 만료되어 모녀는 프랑스로 돌아간다.
닐은 환경 감시관 일을 계속하면서 어린 시절 친구 제인과 재회하고, 제인은 전 남편의 도박 빚 때문에 농장이 파산 위기에 처했다는 사실을 털어놓는다. 닐은 제인과 새로운 관계를 시작하지만, 프랑스에 돌아간 마리나는 오클라호마를 그리워하며 일자리를 찾지 못한다. 닐이 제인에게 헌신하지 못하면서 둘의 관계는 깨진다.
마리나가 오클라호마로 돌아오면서 닐과 재회하고, 둘은 결혼한다. 하지만 아이를 갖기 위해 피임 장치를 제거하려 하면서 마리나는 다시 고립감을 느끼고, 종교적인 결혼식을 올렸음에도 불구하고 둘의 관계는 다시 악화된다. 한편, 퀸타나 신부는 수감자와 지역 주민들을 돌본다. 어느 날, 마리나는 목수 찰리와 하룻밤을 보내고, 닐에게 이 사실을 고백한다. 닐은 분노하여 마리나를 길가에 버리고 떠나지만 곧 다시 데려온다.
닐은 퀸타나 신부에게 상담을 받으며 용서와 겸손을 배우고, 마리나를 용서한다. 마리나는 찰리와의 관계 이후 아이를 낳은 듯 하지만 아이의 아버지가 누구인지는 모호하다. 결국 닐과 마리나는 이혼하고, 공항에서 헤어지는 마지막 장면에서 마리나는 "당신의 성을 유지하고 싶다"고 말한다.
영화의 마지막 장면에서 퀸타나 신부는 노인, 가난한 이들, 수감자들을 돌보는 모습이 그려지며, 성 패트릭의 흉갑 기도와 존 헨리 뉴먼의 명상 일부를 인용한 신부의 내레이션이 이어진다. 몇 년 후, 닐은 가족과 함께 있는 모습으로 비춰지고, 마리나는 비가 내리는 목가적인 풍경 속을 걷고 있다. 그녀는 황홀한 깨달음 속에서 자신의 얼굴 위로 스치는 빛을 바라본다. 영화의 배경인 몽생미셸은 하늘을 찌르는 첨탑을 가진 채 여전히 그 자리에 서있다.

## 배역
- 벤 애플렉 - 닐 역
- 올가 쿠릴렌코 - 마리나 역
- 레이철 매캐덤스 - 제인 역
- 하비에르 바르뎀 - 퀸타나 신부 역